# آنا كليمنت
آنا كليمنت (بالإيطالية: Anna Clemente)‏ هي عدائة مشي إيطالية، ولدت في 6 يناير 1994 في كاستلانيتا في إيطاليا.

## وصلات خارجية
- آنا كليمنت على موقع الاتحاد الدولي لألعاب القوى (الإنجليزية)
- آنا كليمنت على موقع الاتحاد الإيطالي لألعاب القوى (الإيطالية)
- آنا كليمنت على موقع أوليمبيديا (الإنجليزية)